# 橋浦泰雄
橋浦 泰雄（はしうら やすお、1888年（明治21年）11月30日 - 1979年（昭和54年）11月21日）は、日本の社会運動家、民俗学者、画家である。

## 経歴・人物
鳥取県岩美郡大岩村（現在の岩美町）に生まれる。鳥取高等小学校（現在の鳥取市立久松小学校）卒業後、実家で経営していた養蚕業蚕や雑貨商売に携わった。後に実弟である橋浦時雄と共に片山潜らと親交を持ち、社会運動活動を始める。これによって1918年（大正9年）には弟と共に日本社会主義同盟の創設に携わるが、翌1919年（大正10年）に発生した第2回メーデーに関与したとして、約2か月間拘留される処分を受けた。
1923年（大正14年）には日本プロレタリア文芸連盟の結成にも携わり、その1928年（昭和3年）には日本プロレタリア美術家同盟となりその画家や委員長としての活動も始める。また同年には全日本無産者芸術連盟の委員長も務めた。1930年（昭和5年）には第一次共産党に入党し、その後は柳田國男の門人となり、日本の民俗研究を行う。これにより1935年（昭和10年）には民間伝承の会（現在の日本民俗学会）の創設に携わった。第二次世界大戦後は弟と共に生活協同組合の活動に専念し、1946年（昭和21年）に東京都生活協同組合連合会の初代理事長を務める。晩年は日ソ親善協会（現在の日本・ロシア協会）の杉並区支部会長を務めるなど多くの役職にあたった。

## 著書
- 『五島民俗図誌』（久保清との共著）一誠社、1934年（国書刊行会1974年、クレス出版2009年）
- 『民俗探訪』[要文献特定詳細情報]
- 『月ごとの祭り』岩崎書店〈民俗民芸草書〉、1955年

## 関連書籍
- 鶴見太郎『橋浦泰雄伝－柳田学の大いなる伴走者』晶文社、2000年